# Alex Cordaz
Alex Cordaz (Vittorio Veneto, 1 de enero de 1983) es un futbolista italiano que juega de portero.

## Carrera deportiva
Cordaz comenzó su carrera deportiva en el Inter de Milán en 2002; año en el que se marchó cedido al Spezia Calcio de la Serie C.
En 2004 debutó con el Inter en un partido de la Copa Italia frente a la Juventus de Turín, y en 2005 volvió a salir cedido rumbo al Spezia.
En 2006 se marchó al Treviso Calcio, mientras que en 2009 abandonó Italia para jugar en el F. C. Lugano.
En 2011 regresó a Italia de la mano del A. S. Cittadella de la Serie B.

### Parma
En 2013 fichó por el Parma Calcio de la Serie A, marchándose cedido antes de que comenzase la temporada al ND Gorica esloveno, con el que consiguió la Copa de Eslovenia.

### Crotone
Durante la temporada 2014-15 no consiguió debutar con el Parma en la Serie A, marchándose cedido en 2015 al F. C. Crotone.
Al final del periodo de cesión, el Crotone fichó a Cordaz en propiedad para las siguientes tres temporadas.
En la temporada 2015-16, el Crotone realiza una grandísima temporada en la Serie B logrando ascender a la Serie A por primera vez en su historia. Cordaz fue el portero titular del Crotone en aquella histórica temporada, y el 21 de agosto de 2016 hacía su debut en la Serie A, a la edad de 33 años, y en un encuentro ante el Bologna F. C., que terminó con derrota por 1-0 para el Crotone.
A final de temporada, el Crotone consiguió mantener la categoría, algo que no ocurriría en la temporada 2017-18, cuando terminaron descendiendo. Pese a ello, Cordaz decidió mantenerse en el club, consiguiendo ascender nuevamente en la temporada 2019-20, siendo el portero titular del Crotone durante la Serie A 2020-21.
En junio de 2021 regresó al Inter de Milán.

## Clubes
| Club                         | País      | Año       |
| ---------------------------- | --------- | --------- |
| Inter de Milán               | Italia    | 2002-2006 |
| Spezia Calcio (cedido)       | Italia    | 2002-2003 |
| Spezia Calcio (cedido)       | Italia    | 2005      |
| Acireale (cedido)            | Italia    | 2005-2006 |
| Treviso                      | Italia    | 2006-2009 |
| A. S. Pizzighettone (cedido) | Italia    | 2006      |
| F. C. Lugano                 | Suiza     | 2009-2011 |
| A. S. Cittadella             | Italia    | 2011-2013 |
| Parma Calcio                 | Italia    | 2013-2015 |
| ND Gorica (cedido)           | Eslovenia | 2013-2014 |
| F. C. Crotone (cedido)       | Italia    | 2015      |
| F. C. Crotone                | Italia    | 2015-2021 |
| Inter de Milan               | Italia    | 2021-2023 |

## Palmarés

### Títulos nacionales
| Título              | Club           | País      | Año  |
| ------------------- | -------------- | --------- | ---- |
| Copa de Eslovenia   | ND Gorica      | Eslovenia | 2014 |
| Supercopa de Italia | Inter de Milán | Italia    | 2021 |
| Copa Italia         | Inter de Milán | Italia    | 2022 |
| Supercopa de Italia | Inter de Milán | Italia    | 2022 |
| Copa Italia         | Inter de Milán | Italia    | 2023 |